# Strakener Quellsystem
Das heutige Strakener Quellsystem ist das Relikt der historischen Wasserversorgung der Hoflößnitz. Der Straken (von sorbisch strega: „Rinne“, „Graben“) bzw. Strakengrund ist ein steiles Kerbtal der Lößnitzhänge innerhalb der sächsischen Stadt Radebeul, vom Stadtteil Wahnsdorf herab nach Oberlößnitz. Gleichzeitig ist Straken der Straßenname der Berggasse, die in nord-südlicher Richtung durch den Straken führt. Der Grund liegt im Denkmalschutzgebiet Historische Weinberglandschaft Radebeul.

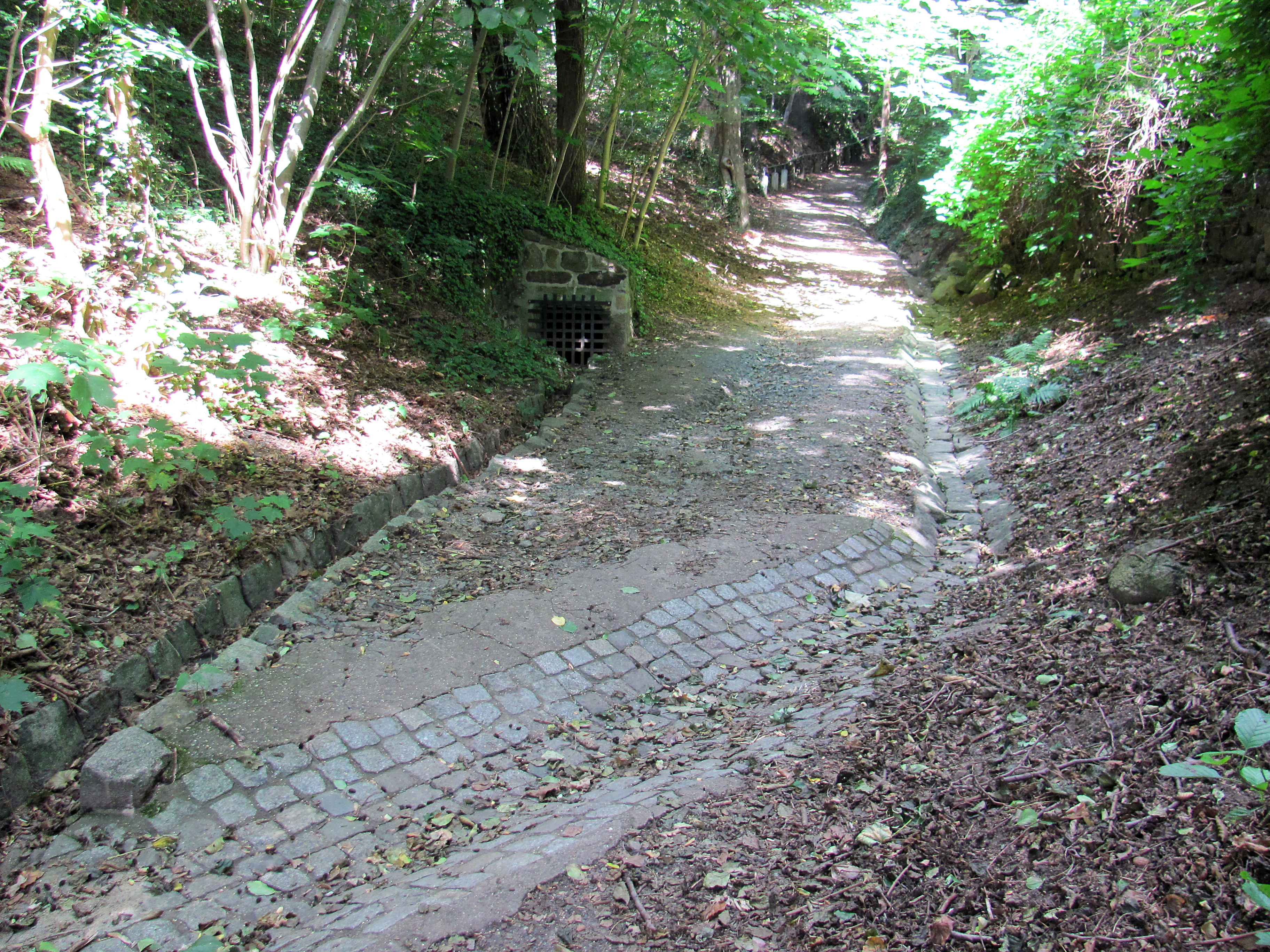
Der obere Teil des Strakens mit Regenwassergerinne und dem obersten (nördlichsten) Quellmundloch (links).

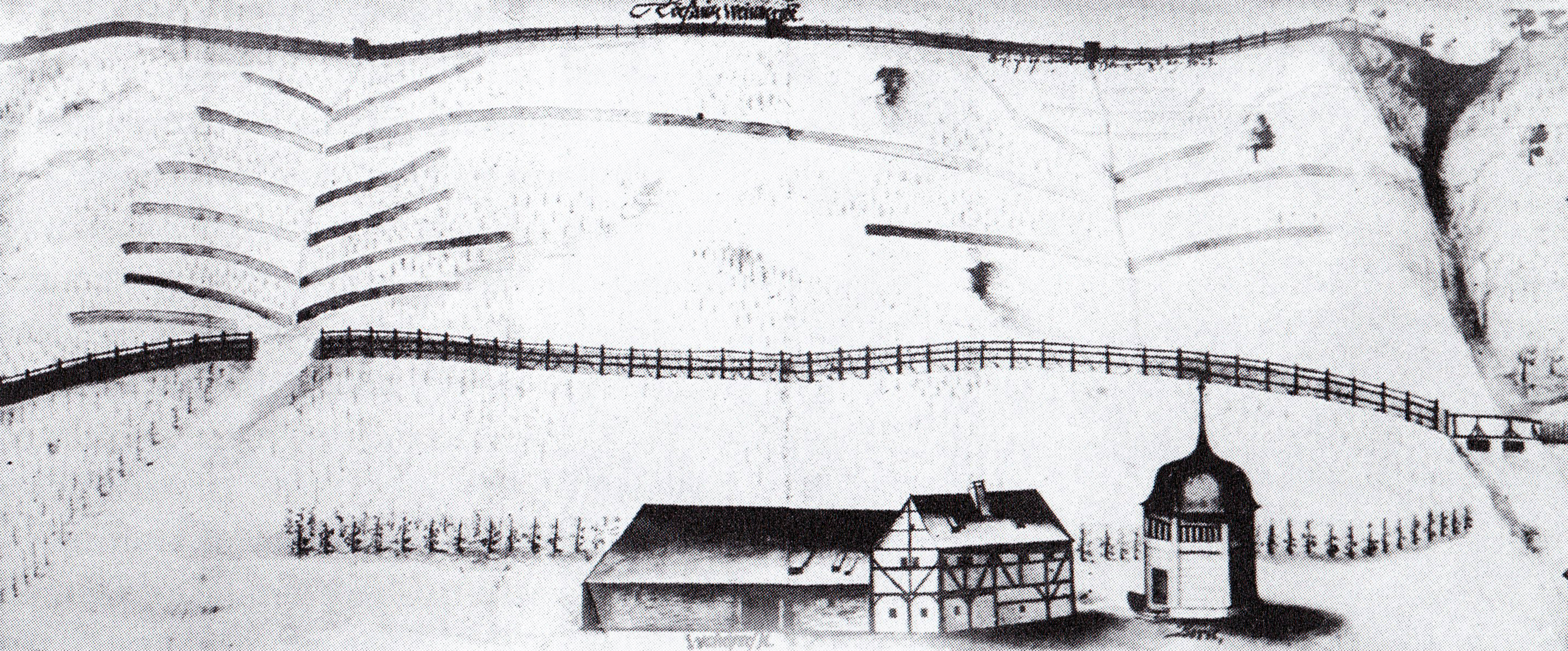
Hoflößnitz um 1620, Zeichnung des Weinmeisters Nicolaus Hofmeister. Noch vor dem Bau des Berg- und Lusthauses. Das mehreckige Gebäude rechts ist das Brunnenhaus, später Röhrbrunnen- und Churfürsten Augusti Brunnenhaus genannt, Endpunkt der Straken-Wasserleitung.

Das System besteht aus den Quellen am Straken: eingefasste oder als Mundloch gestaltete absteigende Quellen, die durch Röhrleitungen oder Gerinne verbunden sind und über Teilungen und Sammelschrote zusammengeführt werden. Das entstehende Rinnsal fließt nach Süden in Richtung des Bilz-Sanatoriums ab. Ohne Ableitung in ein Brunnenhaus zur Wasserversorgung oder in die Kanalisation würde das Strakenquellwasser in der weiter südlich zur Elbe hin gelegenen Sandterrasse versickern. Es gehört damit wie der östlich gelegene Fiedlerbach oder die weiter westlich gelegene Rietzschke zu den sogenannten Verlorenen Wassern.
Die Grünflächen nördlich des Bilz-Sanatoriums entlang des Strakens, in denen sich die Fließquellen befinden, gehören zum 115 Hektar großen Fauna-Flora-Habitat-Gebiet Lößnitzgrund und Lößnitzhänge (Natura-2000-Gebiet, EU-Meldenr.: DE4847304, Landesinterne Nr.: 159); diese „westexponierten Hangbereiche am Bilzturm“ bilden die Teilfläche 3 („Oberlößnitz–West“). Diese Teilfläche 3 gehört außerdem zum Landschaftsschutzgebiet Lößnitz.

## Namensgebung
Der von sorbisch strega („Rinne“, „Graben“) abgeleitete Name des Kerbtals bzw. des hindurchführenden Bergaufstiegs wurde im Mittelalter als strakken bzw. strokken dokumentiert. Im 16. Jahrhundert erschien dann die auch noch heute gültige Form Straken. Er bildete den historischen Verbindungsweg von Alt-Radebeul über Wahnsdorf nach Reichenberg.
Im 19. Jahrhundert wurde der Weg als Strakenweg bezeichnet; er begann viel weiter im Süden als heute, wo er einen Teil der Eduard-Bilz-Straße darstellt. Nach dem Ausbau erfolgte die Umbenennung in Strakenstraße.

## Straken-Wasserleitung
Wann genau die wassersammelnden Stollen, wasserkonzentrierenden Mundlöcher und wasserfassenden Quellköpfe am Berg angelegt wurden, ist nicht genau belegt. Vom untersten Sammelschrot aus führte jedoch ab 1625 die gut 1400 Meter lange Straken-Wasserleitung als Röhrleitung parallel zur Weinbergstraße nach Westen in die kurfürstliche Hoflößnitz; ein polygonales Wasserhäuschen mit geschweifter Haube im Innenhof des Weinguts sammelte das Röhrwasser. Quellen des 17. Jahrhunderts nennen das Bauwerk Röhrbrunnen- und Churfürsten Augusti Brunnenhaus. Churfürsten Augusti Brunnenhaus weist auf Kurfürst August (als Auftraggeber oder zur Ehrung), könnte jedoch noch ein Tiefbrunnen gewesen sein. Röhrbrunnen- und … weist auf eine Erweiterung durch von Röhrleitungen herbeigeführtes Quellwasser hin.
Gegen Wasserzins versorgte die Strakenleitung zunächst zwölf Anlieger. Die Hof-Lößnitzer Röhr-Waßer-Ordnung regelte ab 1744 auch juristisch die Nutzung.
Da bekannt ist, dass das Weingut zu Haus Lorenz als einziges Anwesen der Weinbergstraße eigene Brunnen besaß, lässt sich die Schlussfolgerung ziehen, dass die anderen frühneuzeitlichen Weingüter an der Weinbergstraße Strakenleitungsnutzer waren. Vom Meinholdschen Turmhaus ist dies auch bekannt. Ebenso wurde auch Haus Steinbach in der unterhalb der Weinbergstraße liegenden Bennostraße versorgt.

## Auflistung der Quellen
Die einzelnen Fließquellen werden von Nord nach Süd, also entlang der bergabfallenden Tallinie aufgeführt. Westlich bedeutet somit rechts des Weges bergab, östlich links des Weges.
| Bild                                                                                             | Lage zum Straken     | Höhenlage am Straken                                   | Zustand       | Typ      | Beschreibung                                               | Anmerkung |
| ------------------------------------------------------------------------------------------------ | -------------------- | ------------------------------------------------------ | ------------- | -------- | ---------------------------------------------------------- | --- |
| Der obere Teil des Strakens mit Regenwassergerinne und dem obersten (nördlichsten) Quellmundloch | westlich             | höchstgelegene Quelle                                  | trocken       | Mundloch | quadratische Sandsteineinfassung mit Gitter in Hangauslass | |
| Der obere Teil des Strakens mit Gerinne und dem zweitobersten Quellmundloch                      | westlich             | zweithöchstgelegene Quelle                             | trocken       | Mundloch | quadratische Sandsteineinfassung mit Gitter in Hangauslass | |
| Der obere Teil des Strakens mit Gerinne und dem drittobersten Quellmundloch                      | östlich              | dritthöchstgelegene Quelle                             | wasserführend | Mundloch | bogenförmige Syenit-Bruchsteineinfassung in Hangauslass    | |
| Der obere Teil des Strakens mit Gerinne und dem viertobersten Quellmundloch                      | westlich             | vierthöchstgelegene Quelle                             | wasserführend | Mundloch | quadratische Sandsteineinfassung mit Gitter in Stützmauer  | |
| Der mittlere Teil des Strakens, Quellmundloch in Stützmauer des Bodenwegs                        | westlich weiter weg  | Quelle im flachen Mittelstück                          | wasserführend | Mundloch | quadratische Sandsteineinfassung mit Gitter in Stützmauer  | Unterhalb der vier obersten Strakenquellen verläuft der Talgrund etwas flacher, das Wassersystem wird dort in einer aus Granit-Großpflastersteinen gemauerten Rinne geführt. Westlich davon steigt der Bodenweg oberhalb einer Stützmauer auf das Hochland auf. In dieser befindet sich das Mundloch. Südlich dessen vereinigt sich dessen Gerinne mit dem Hauptgerinne, unterquert mittels Verrohrung den Strakenweg, verläuft durch eine flachere Wiese und fällt dann in einen bewaldeten Talkessel östlich des Strakenwegs ab. Das Rinnsal fließt dort über Mutterboden. |
| Born6 im östlichen Talkessel                                                                     | östlich im Talkessel | Quelle im Talkessel                                    |               |          |                                                            | |
| Born7 im östlichen Talkessel                                                                     | östlich im Talkessel | Quelle im Talkessel unterhalb des flachen Mittelstücks |               |          |                                                            | |
| Born8 im östlichen Talkessel                                                                     | östlich im Talkessel | Quelle im Talkessel unterhalb des flachen Mittelstücks | wasserführend |          |                                                            | |
| Born9 im östlichen Talkessel                                                                     | östlich im Talkessel | Quelle im Talkessel unterhalb des flachen Mittelstücks | wasserführend |          |                                                            | |
| Born10 im östlichen Talkessel                                                                    | östlich im Talkessel | Quelle im Talkessel unterhalb des flachen Mittelstücks |               |          |                                                            | Die Quelle mit dem wohl breitesten Gewölbebogen, der jedoch an der vorderen Kante eingebrochen ist. |
| Born11 im östlichen Talkessel                                                                    | östlich im Talkessel | Quelle im Talkessel unterhalb des flachen Mittelstücks | wasserführend |          |                                                            | |
| Born12 im östlichen Talkessel                                                                    | östlich im Talkessel | Quelle im Talkessel unterhalb des flachen Mittelstücks |               |          |                                                            | |
| Born13 im östlichen Talkessel                                                                    | östlich im Talkessel | Quelle im Talkessel unterhalb des flachen Mittelstücks |               |          |                                                            | |